# Eurhinocricus solitarius
Eurhinocricus solitarius är en mångfotingart som först beskrevs av Pocock 1894.  Eurhinocricus solitarius ingår i släktet Eurhinocricus och familjen Rhinocricidae. Inga underarter finns listade i Catalogue of Life.